# Post3 Bay 03
Die bayerischen Post3 Bay 03 (nach DR-Gattungskonventionen) waren dreiachsige Postwagen, welche nach Blatt-Nr. 194 des Wagenverzeichnisses von 1913 als dritter Typ der zweiten Generation von Postwagen gebaut wurden.

## Entwicklung
Ab 1883 wurden von verschiedenen Bahngesellschaften – so auch von der K.Bay.Sts.B – die ersten dreiachsigen Wagen für Schnellzüge beschafft. So ergab sich auch der Bedarf für entsprechende Wagentypen zur Postbeförderung.

## Beschaffung
Zwischen 1883 und 1904 wurde so für die zweite Generation an Postwagen insgesamt 61 Wagen beschafft. 12 davon gehörten zu dem in den Jahren 1903/1904 beschafften Typ nach Blatt-Nr. 194.

## Verbleib
Alle Wagen wurden von der Reichsbahn übernommen. Bei der DB wurde dieser Wagentyp bis ca. 1966 ausgemustert.

## Konstruktive Merkmale

### Untergestell
Das Untergestell der Wagen war komplett aus Eisenprofilen zusammengenietet. Die äußeren Längsträger hatten eine Doppel-U-Form mit nach außen gerichteten Flanschen. Als Zugeinrichtung hatten die Wagen Schraubenkupplungen mit Sicherheitshaken nach VDEV, die Zugstange war durchgehend und mittig gefedert. Als Stoßeinrichtung besaßen die Wagen Stangenpuffer mit einer Einbaulänge von 612 mm, die Pufferteller hatten einen Durchmesser von 370 mm. Die Puffer wurden in den 1930er Jahren gegen Hülsenpuffer ausgetauscht, wodurch sich auch die Länge über Puffer änderte.

### Laufwerk
Die Wagen hatten genietete Fachwerkachshalter aus Flacheisen der kurzen, geraden Bauform. Gelagert waren die Achsen in geteilten Gleitachslagern. Die Räder hatten Speichenradkörper der bayerischen Form 39 mit einem Raddurchmesser von 1.014 mm. Die Tragfedern hatten eine Länge von 1.750 mm mit einem Querschnitt von 96 mm × 13 mm. An den Endachsen waren sie neun Lagen stark, an der querverschiebbaren Mittelachse sieben Lagen. Sie waren mit Federlaschen in den Federböcken befestigt. Die Endachsen waren als Vereinslenkachsen ausgebildet.
Die Spindelhandbremse im hochgesetzten Bremserhaus wirkte auf alle Räder beidseitig. Im Gegensatz zu den beiden vorangegangenen Typen waren hier auch die Mittelachsen gebremst. Die Wagen waren alle mit Westinghousebremsen ausgestattet.

### Wagenkasten
Das Wagenkastengerippe bestand aus einem hölzernen Ständerwerk. Es war außen mit Blech und innen mit Holz verkleidet. Die Seitenwände waren an den Unterseiten leicht eingezogen, die Stirnwände gerade. Die Wagen besaßen ein flach gewölbtes Dach, welches über die Seitenwände ragte. Auf das Dach war ein Oberlichtaufbau aufgesetzt, der direkt in das hochgesetzte Bremserhaus überging. Dieses war beidseitig nur von außen zugänglich. Die Wagen hatten alle durchgehende, seitliche Laufbretter und Anhaltestangen. Der Zugang zum Innenraum erfolgte beidseitig durch eine zweiteilige, nach außen aufschlagende Flügeltüre mit einer lichten Weite von 1.330 mm.
Der Innenraum war durchgehend und ohne Zwischenwand. Auf der Seite des Bremserhauses befand sich der Packraum, auf der gegenüberliegenden Seite der Briefsortierraum. In der Wagenmitte befand sich auch der nach beiden Wagenhälften wirkende Ofen sowie der Abort.

### Ausstattung
Zur Beheizung verfügten die Wagen über eine Ofenheizung. Die Wagen waren alle mit einer Leitung für eine Dampfheizung ausgestattet.
Die Beleuchtung erfolgte durch Gas-Lampen. Der Vorratsbehälter für das Leuchtgas hing in Wagenlängsrichtung am Rahmen.
Die Wagen erhielten die für die Außenseiten vorgeschriebene Lackierung in Grün und als Eigentumskennzeichnung die Aufschrift Königliche Bahn-Post.

## Bemerkung
In den Jahren 1924 bis 1929 wurden die meisten zur DRG übernommenen Wagen umgebaut. Dabei entfielen die Mittelachsen die durch ein in der Ebene der äußeren Längsträger liegenden Sprengwerks ersetzt wurden. Außerdem wurden die Stangenpuffer durch Hülsenpuffer und die Gasbeleuchtung durch eine Elektrische ersetzt. Entfernt wurden auch die Haltestangen und die durchgehenden Laufbretter wurden abgeändert.

## Skizzen, Musterblätter, Fotos

Zeichnung zu Post3 Bay 03

## Wagennummern
Die Daten sind im Wesentlichen nach den Wagenpark-Verzeichnissen der Kgl.Bayer.Staatseisenbahnen aufgestellt und nach dem Stande vom 31. März 1913 sowie Daten aus dem Artikel von A. Mühl im Lok-Magazin 102 entnommen.
| Herstelldaten | Herstelldaten | Wagennummern je Epoche Gattungszeichen | Wagennummern je Epoche Gattungszeichen | Wagennummern je Epoche Gattungszeichen | Wagennummern je Epoche Gattungszeichen | Wagennummern je Epoche Gattungszeichen | Wagennummern je Epoche Gattungszeichen | Fahrwerk   | Fahrwerk        | Fahrwerk | Fahrwerk                  | Fahrwerk                  | Fahrwerk                  | Ausstattung               | Ausstattung               | Ausstattung                               | Ausstattung                               | Ausstattung                               | Ausstattung                               | Ausstattung                               | Ausstattung                               | Zusatzinfos |
| Bau- jahr     | Her- steller  | ab 1876                                | ab 1909                                | Rep. (1919)                            | DR (ab 1923)                           | DRG (ab 1930)                          | Ausge- mustert                         | Anz. Achs. | Rad- stand (mm) | LüP (mm) | Brem- sen                 | Unter- Gest.              | Lenk- achs.               | Bl.                       | Hz.                       | Art u. Anzahl der Abteile (siehe Legende) | Art u. Anzahl der Abteile (siehe Legende) | Art u. Anzahl der Abteile (siehe Legende) | Art u. Anzahl der Abteile (siehe Legende) | Art u. Anzahl der Abteile (siehe Legende) | Art u. Anzahl der Abteile (siehe Legende) | Bemerkung   |
| ------------- | ------------- | -------------------------------------- | -------------------------------------- | -------------------------------------- | -------------------------------------- | -------------------------------------- | -------------------------------------- | ---------- | --------------- | -------- | ------------------------- | ------------------------- | ------------------------- | ------------------------- | ------------------------- | ----------------------------------------- | ----------------------------------------- | ----------------------------------------- | ----------------------------------------- | ----------------------------------------- | ----------------------------------------- | ----------- |
| Blatt-Nr. 194 | Blatt-Nr. 194 | B.P.                                   | Post3                                  |                                        | Post3 Bay 03                           | Post3/10                               |                                        |            |                 |          | (siehe jeweilige Legende) | (siehe jeweilige Legende) | (siehe jeweilige Legende) | (siehe jeweilige Legende) | (siehe jeweilige Legende) | A                                         | B                                         | D                                         | G                                         | P                                         | Z                                         |             |
| 1903/04       |               |                                        | 15 379                                 |                                        |                                        |                                        |                                        | 3          | 7.000 3.350     | 11.524   | BrH Wbr                   | E                         | V                         | G                         | O, L                      | 1                                         | 1                                         |                                           |                                           | 1                                         |                                           |             |
| 1903/04       | 15 380-15 390 |                                        |                                        |                                        |                                        |                                        |                                        | 3          | 7.000 3.350     | 11.524   | BrH Wbr                   | E                         | V                         | G                         | O, L                      | 1                                         | 1                                         |                                           |                                           | 1                                         |                                           |             |